# Андреа Халупа
Андреа Халупа (Сердару-Барбул) (англ. Andrea Chalupa) — американська журналістка, сценаристка та активістка українського походження. Написала сценарій до фільму про Голодомор Ціна правди. Вона також є співпродюсеркою фільму.
Живе у Нью-Йорку. З відзнакою закінчила Університет Девіса в Каліфорнії, де спеціалізувалася на радянській історії. Після закінчення університету жила та навчалася в Україні.

## Життєпис

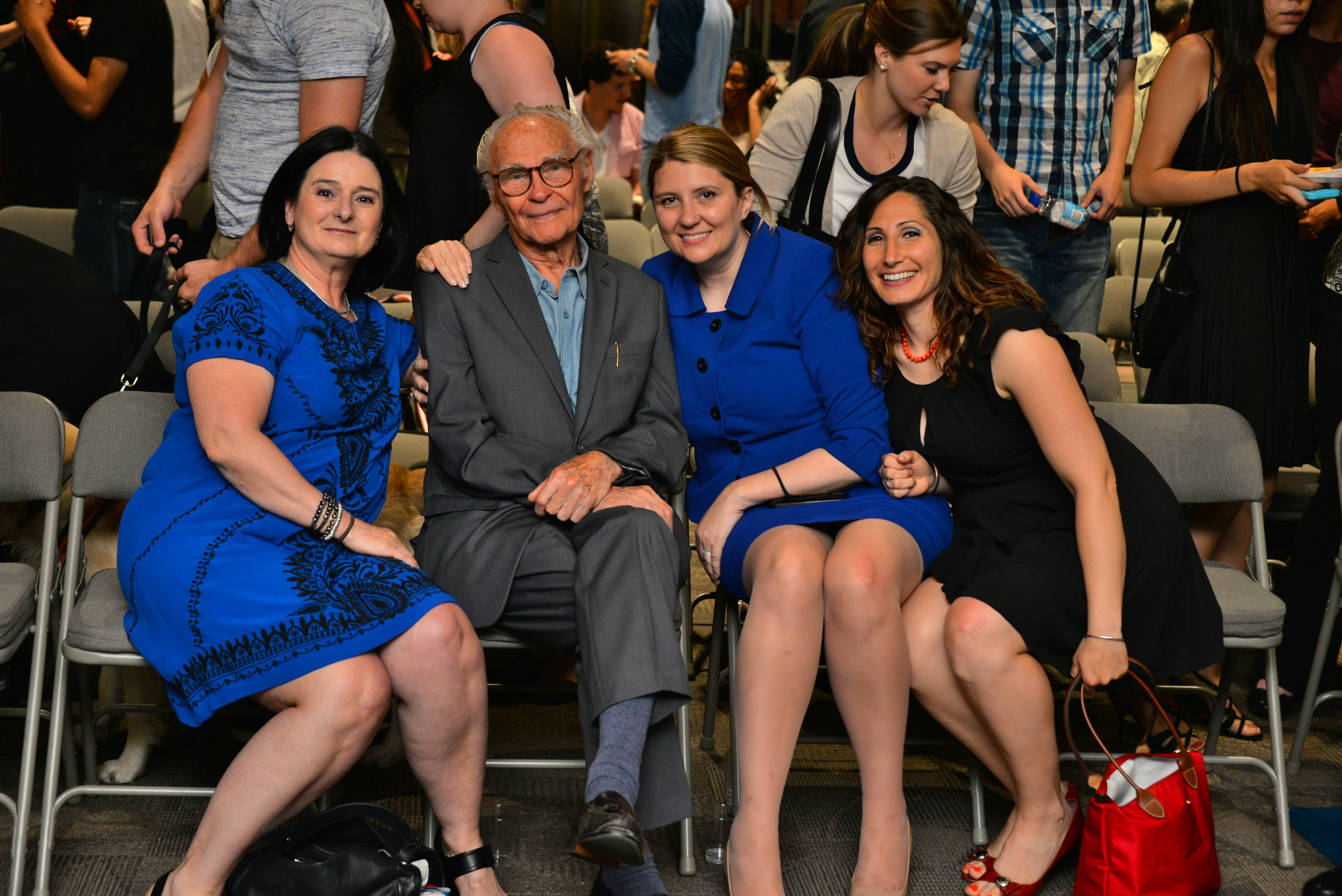
Андреа Халупа (третя зліва) з Марією Стадник, свідком Голодомору Миколою Латишком та Надею Ґерерою в міській раді Торонто на конференції «Джодж Орвел у мистецтві»

Її бабуся і дідусь втекли з Радянського Союзу після Другої світової війни. Сім'я матері — з Донбасу, а сім'я батька — зі Львова. Вони втекли в Німеччину, у табір для біженців з СРСР. Батьки народилися вже в цьому таборі. Вже пізніше вони переїхали з іншими біженцями до Нью-Йорка.
Її перший сценарій «Штучно створено» (історія сталінського Голодомору в Україні, написана на основі розповіді Джорджа Орвелла про його спроби опублікувати «Колгосп тварин») потрапив в одну з продюсерських компаній і перетворився на постановку, яку згодом було номіновано на премію Американської Академії кіномистецтв.
Друкується в «The Atlantic», «TIME», «Forbes».
У 2014 створила онлайн-рух «Діджітал Майдан» («Digital Maidan»), який посприяв тому, щоби протести в Україні 2013—2014 років стали темою номер один у Твіттері по всьому світу.
У 2012 видала книгу «Orwell and the Refugees: The Untold Story of Animal Farm» — "Орвел і біженці. Невідома історія «Колгоспу тварин».

## Книги
- Orwell and the Refugees: The Untold Story of Animal Farm, 2012, ASIN: B007JNKF5G

- Орвел і біженці. Невідома історія «Колгоспу тварин», isbn: 978-966-2355-64-2

## Відзнаки
- Лауреатка Медалі Ґарета Джонса (2020).